# Vasszentmihály
Vasszentmihály je vas na Madžarskem, ki upravno spada pod Monoštrsko okrožje Železne županije.